# Верхньотуломське міське поселення
Ве́рхньотуло́мське міське́ посе́лення (рос. Верхнетуломское городское поселение) — адміністративне утворення у складі Кольського району Мурманської області, Росія.

## Склад
До складу поселення входять такі населені пункти:
| Населений пункт   | Населення, осіб (2010) |
| ----------------- | ---------------------- |
| Верхньотуломський | 1580                   |
| Свєтлий           | 4                      |

| Мурманська область | Це незавершена стаття про Мурманську область. Ви можете допомогти проєкту, виправивши або дописавши її. |